# Байтімірово
Байтімі́рово (рос. Байтимирово, башк. Байтимер) — присілок у складі Міякинського району Башкортостану, Росія. Входить до складу Уршакбашкарамалинської сільської ради.
Населення — 140 осіб (2010; 159 в 2002).
Національний склад:
- татари — 82%